# マルコ・クロッキャンティ
マルコ・クロッキャンティ（Marco Crocchianti 、1996年2月18日 - ）は、イタリア・マリーノ出身のサッカー選手。ラヴェンナFC所属。ポジションは、ディフェンダー。

## クラブ歴
2016年4月2日、セリエBのカリアリ戦でプロデビューを果たした。
2021年11月18日、ラヴェンナFCに移籍した。